# 月山神社 (高知県)
月山神社（つきやまじんじゃ）は、高知県大月町にある神社。明治初年の廃仏運動以前は、月山霊場といわれ番外札所として遍路たちの信仰を受けていた。

## 概要
大浦地区から朴崎を回り人里離れたところにあって、境内の森の向こうは南海の月灘にそそり立つ断崖絶壁である。
白鳳時代、役の行者（役小角）が山中で三日月の霊石を発見し月夜見命、倉稲魂命を奉斎したことに始まる。その後、空海（弘法大師）が巡錫し、霊石の前で二十三夜月待の密供を行ったと伝えられている。明治の神仏分離以前は「守月山月光院南照寺」と号する勢至菩薩を本尊とする寺であったが、それ以降は月山神社と改称された。

## 逸話
この月石はむかし媛の井（大月町姫ノ井）という所にあったが、ある化身によって今の所に移された。すると次第に大きくなり霊端があるので人々が祈願すると願い事はすべて叶った。かつて月石のあった媛の井の人々が参詣すると良いが、よその者が精進もしないで参詣すると必ず悪いことが起こったと云われている。

## 境内
- 拝殿本殿：明治22年建築、昭和33年5月大月町史跡に指定。
- 大師堂：1858（安政5年）建立で、格天井には天井絵[4]が残っている。

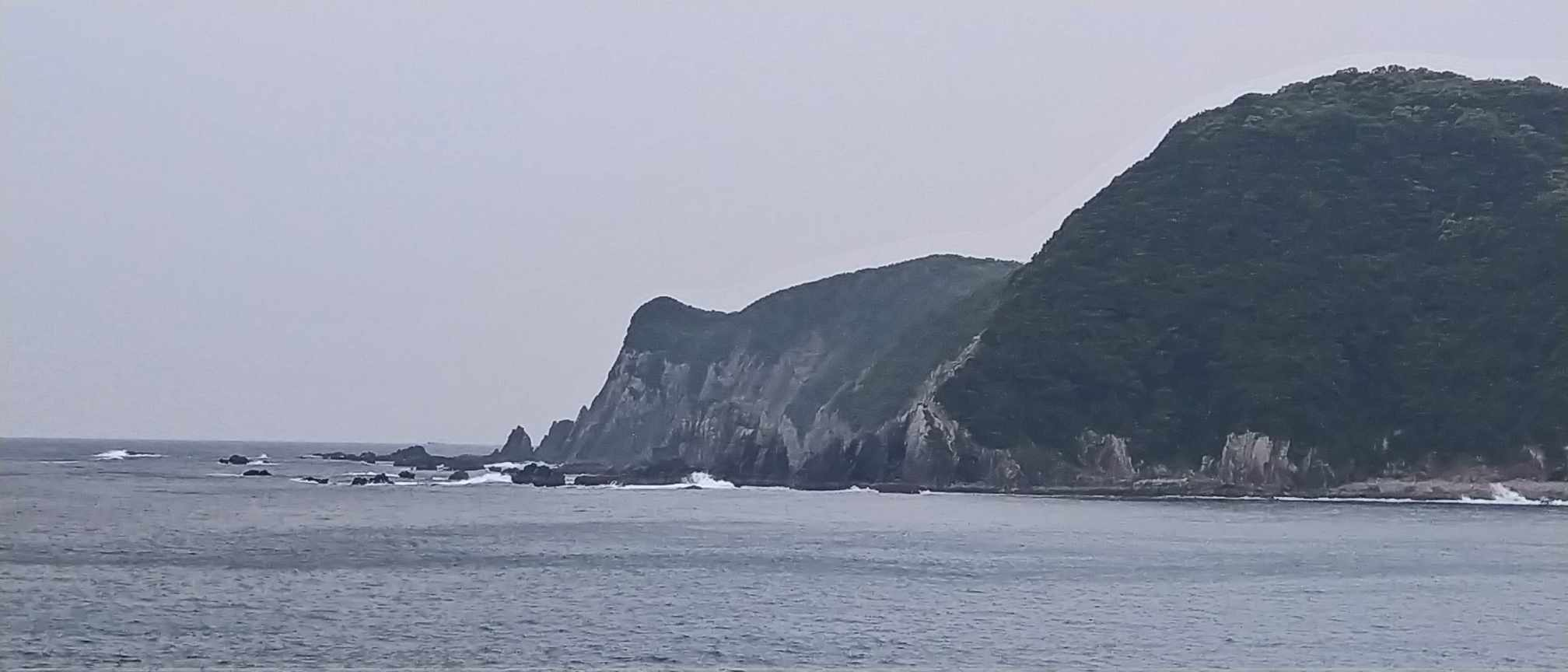
朴崎の裏側に
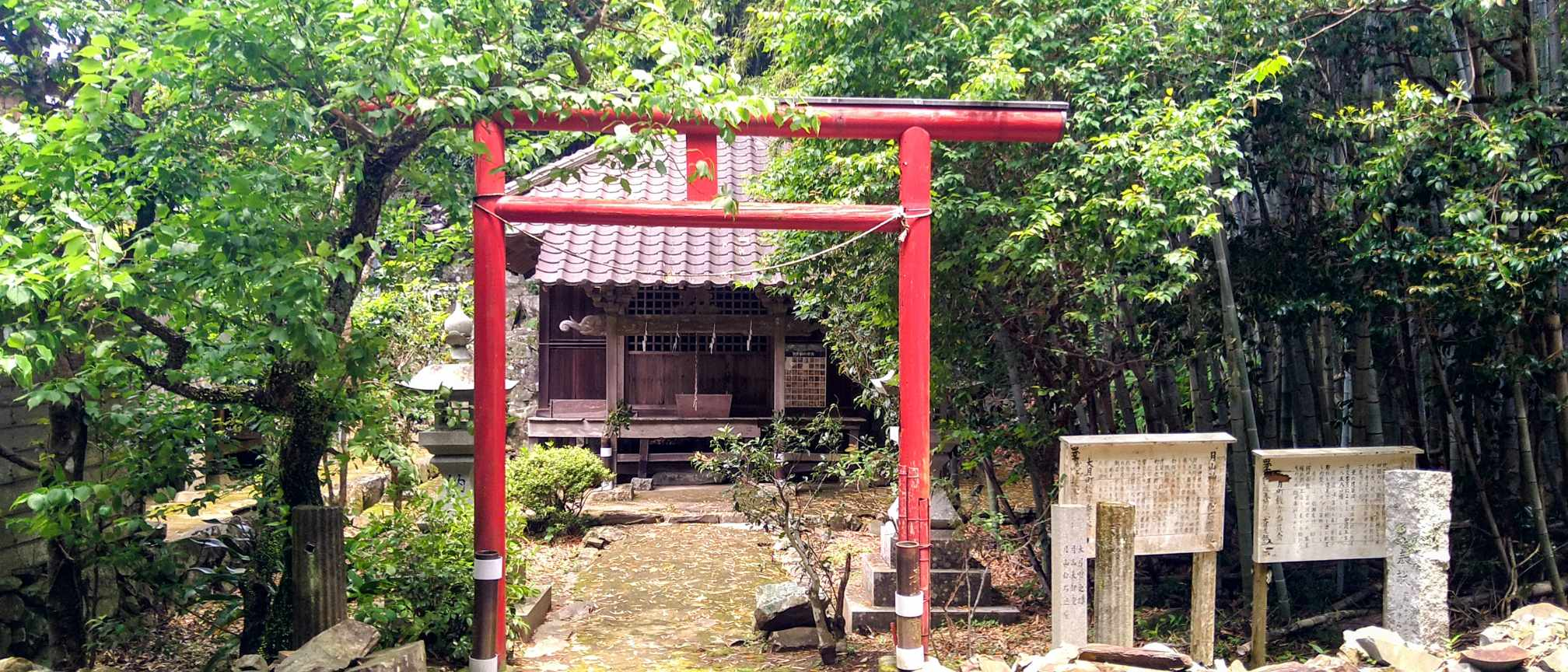
鳥居のある大師堂
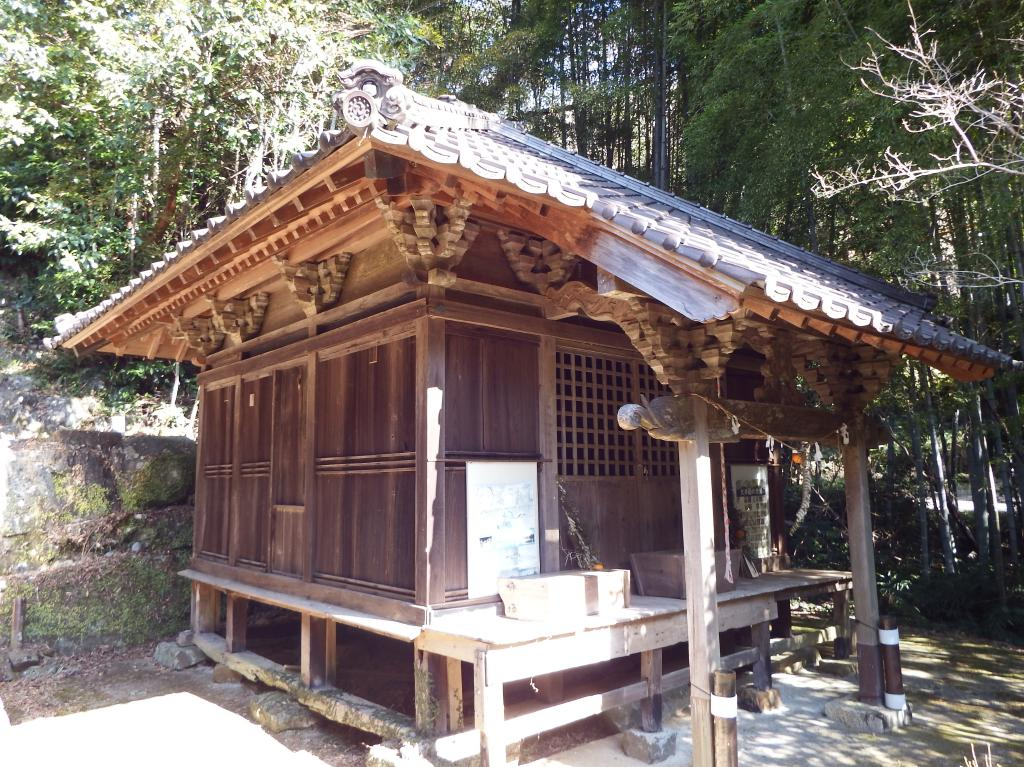
大師堂
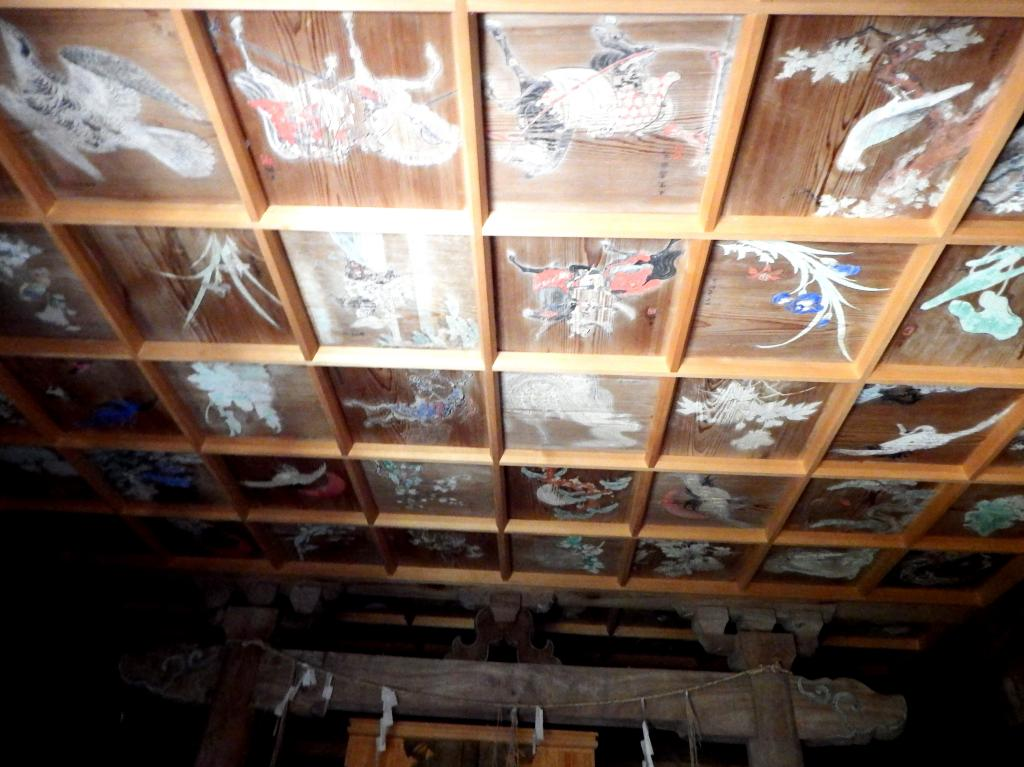
大師堂の天井絵
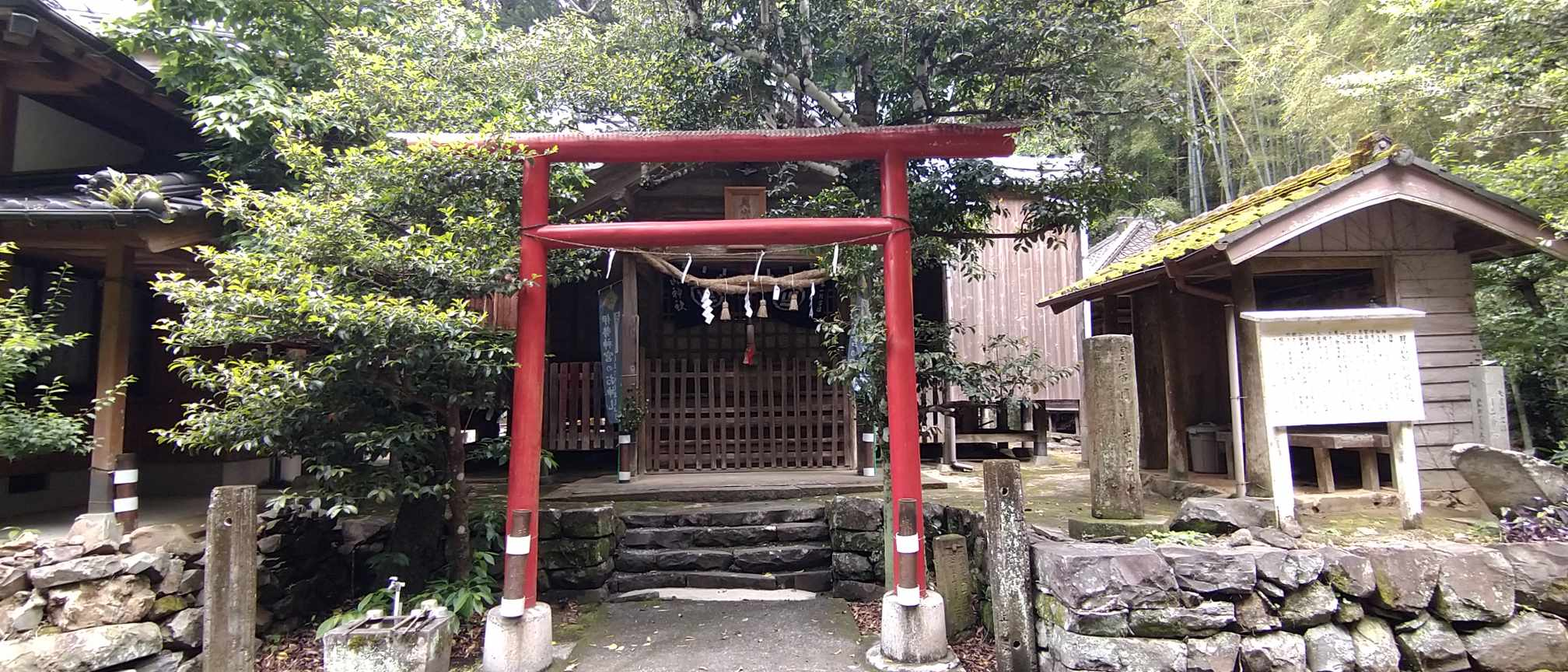
鳥居と神社拝殿
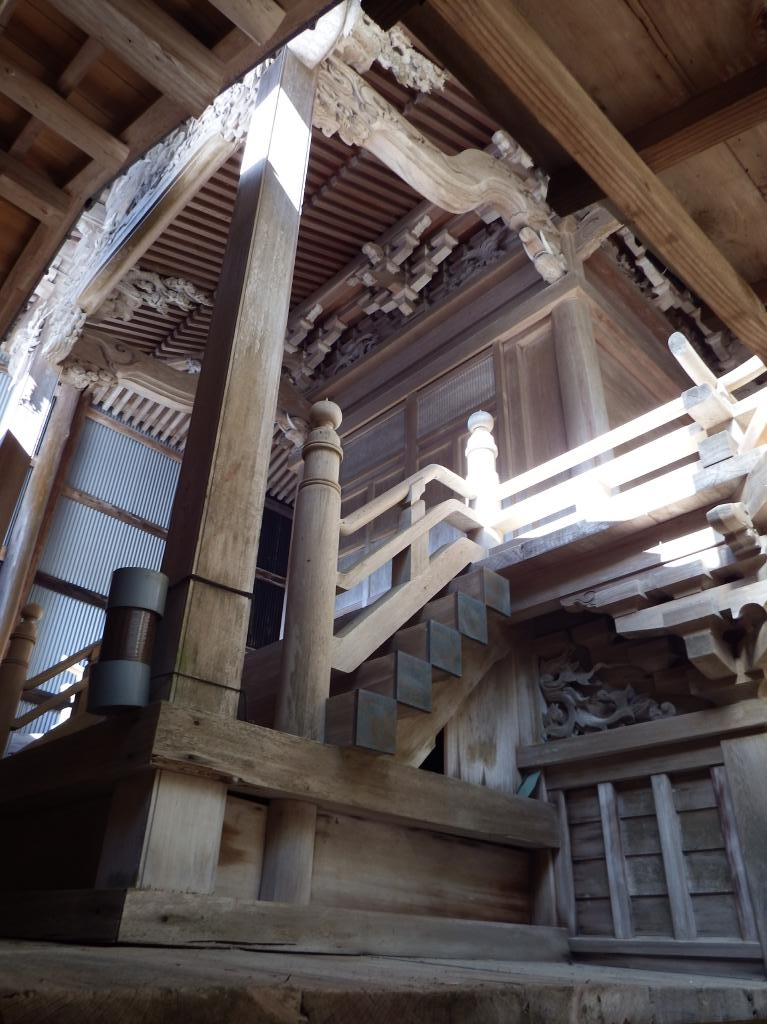
神社本殿
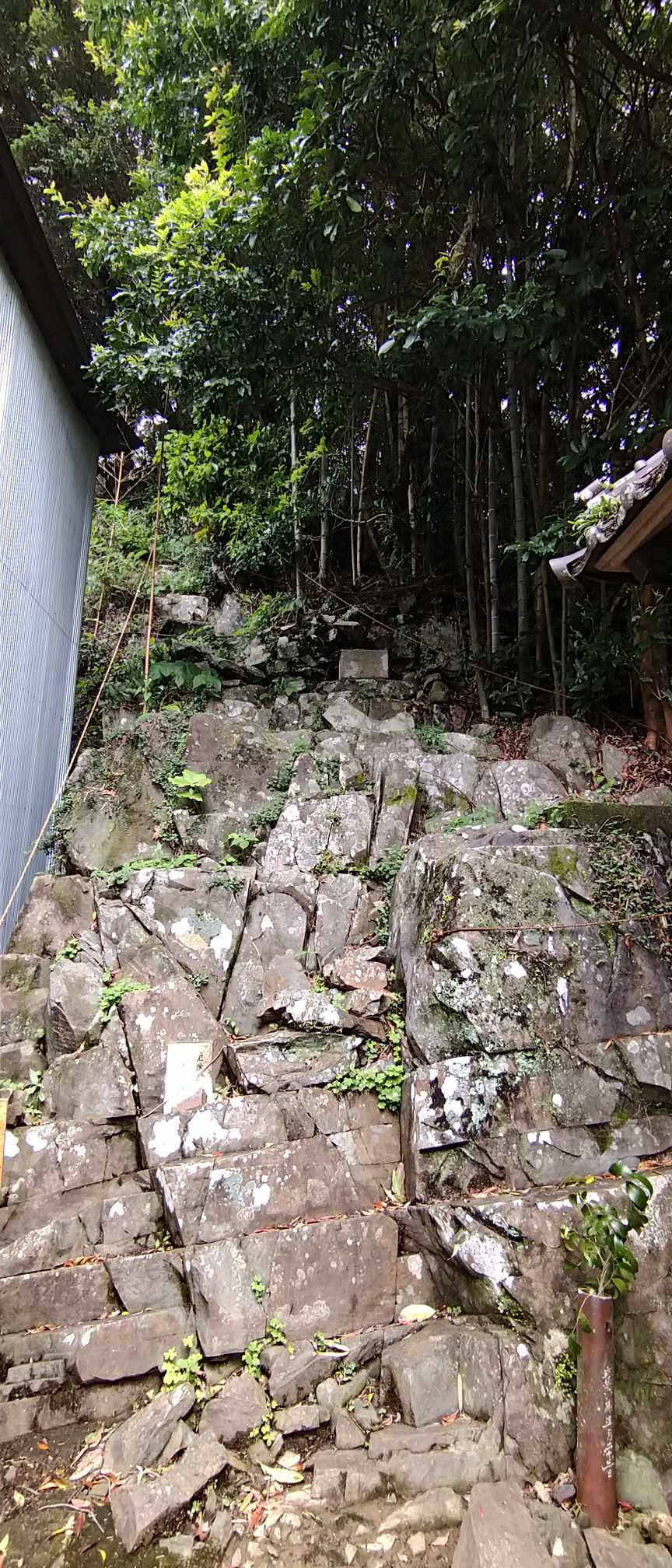
本殿と大師堂の間の斜面の中腹に御神体が
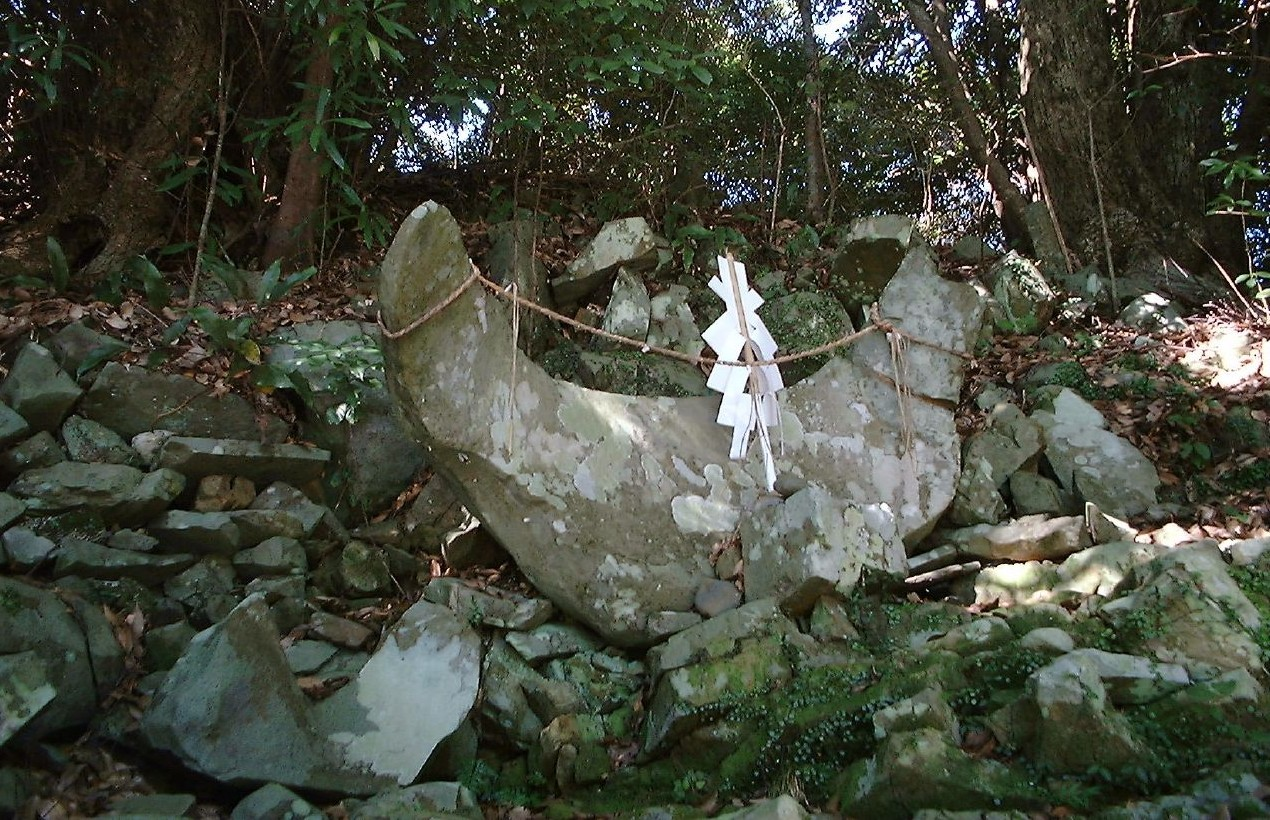
御神体
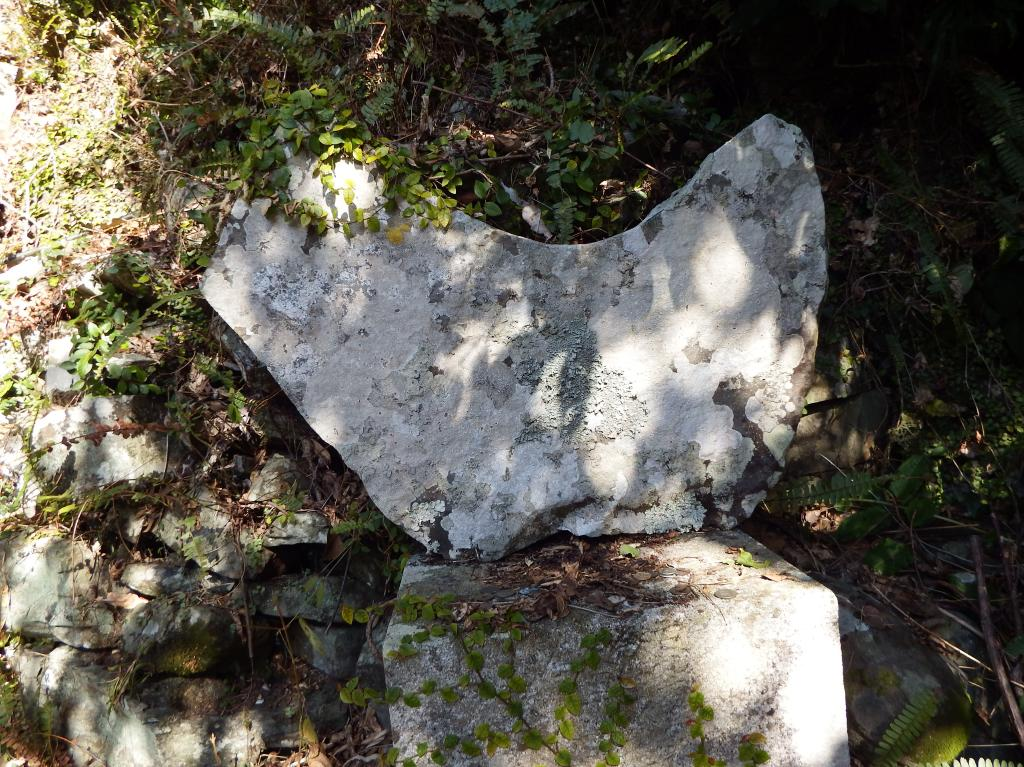
月形２
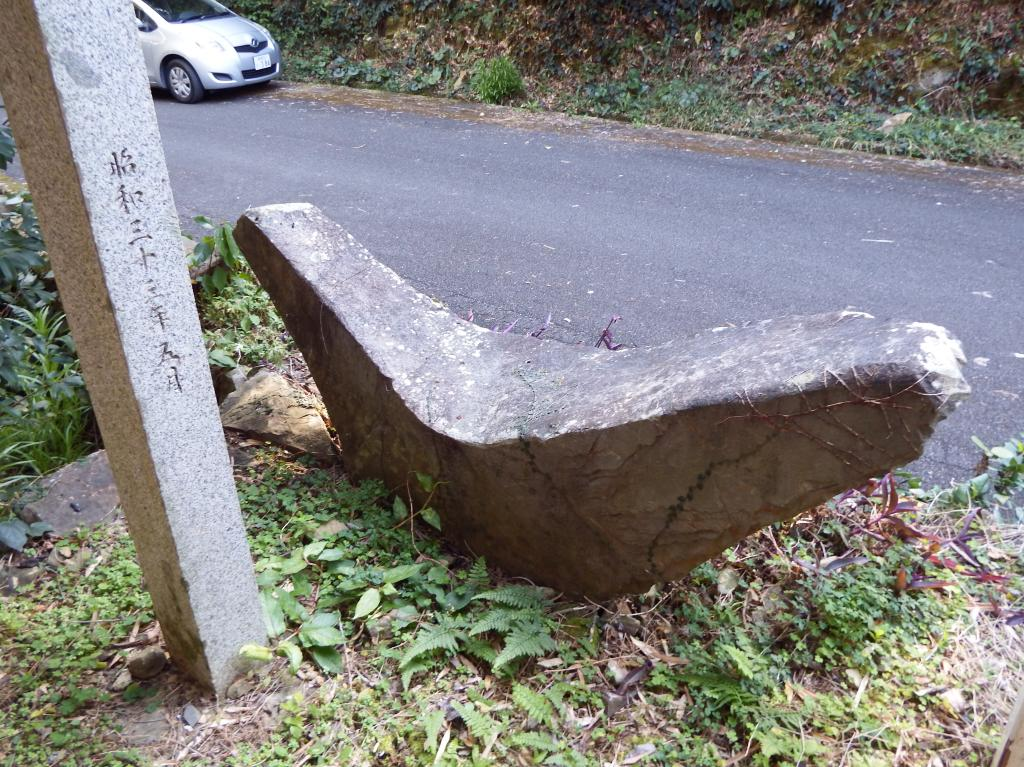
月形３